# Huszyn (przystanek kolejowy)
Huszyn (ukr. Гущин, ros. Гущин) – przystanek kolejowy w pobliżu miejscowości Huszyn, w rejonie kowelskim, w obwodzie wołyńskim, na Ukrainie.